# 내 사랑 (2016년 영화)
《내 사랑》(영어: Maudie)은 2016년 아일랜드, 캐나다의 드라마, 로맨스 영화이다.

## 출연진
- 에단 호크 - 에버렛 루이스 역
- 샐리 호킨스 - 모드 루이스 역
- 캐리 매쳇 - 산드라 역
- 자카리 베네트 - 찰스 역
- 가브리엘 로즈 - 이다 이모 역
- 빌리 맥크렐런 - 프랭크 역
- 마르뜨 버나드 - 케이 역
- 그레그 말론 - 힐 역
- 데이비드 피헨 - 폴 역
- 닉 섹스톤 - 스티븐, CBC 기자 역
- 브라이언 마러 - 의사 역